# Цяньфэн
Цяньфэ́н (кит. упр. 前锋, пиньинь Qiánfēng) — район городского подчинения городского округа Гуанъань провинции Сычуань (КНР).

## История
При империи Юань в 1283 году была учреждена Гуанъаньская управа (广安府). При империи Мин в 1371 году она была переименована в Округ Гуанъань (广安州).
Когда после Синьхайской революции образовалась Китайская республика, то в 1913 году округ был преобразован в уезд Гуанъань (广安县).
В 1950 году был образован Специальный район Дачжу (大竹专区) и уезд Гуанъань вошёл в его состав. В 1953 году уезд был переведён в Специальный район Наньчун (南充专区). В 1970 году Специальный район Наньчун был переименован в Округ Наньчун (南充地区). В 1978 году из части территории уездов Гуанъань и Юэчи был образован Промышленно-сельскохозяйственный район Хуаюнь (华云工农区).
В 1993 году округ Наньчун был расформирован, и уезд Гуанъань вошёл в состав нового Округа Гуанъань (广安地区). В 1998 году постановлением Госсовета КНР был образован городской округ Гуанъань; уезд Гуанъань при этом был расформирован, а его территория стала районом Гуанъань городского округа Гуанъань. В 2013 году из района Гуанъань был выделен район Цяньфэн.

## Административное деление
Район Цяньфэн делится на 2 уличных комитета, 9 посёлков и 3 волости.